# Savinhac d'Eila
Savinhac de las Gleisas (en francès Savignac-les-Églises) és un municipi francès situat al departament de la Dordonya i a la regió de la Nova Aquitània.

## Demografia
| 1962                                       | 1968 | 1975 | 1982 | 1990 | 1999 | 2007 |
| ------------------------------------------ | ---- | ---- | ---- | ---- | ---- | ---- |
| 682                                        | 625  | 732  | 722  | 853  | 901  | 953  |
| Des de 1962: població sense dobles comptes |      |      |      |      |      |      |

## Administració
| Període   | Identitat           | Partit |
| --------- | ------------------- | ------ |
| 1971-1983 | Pierre Delport      |        |
| 1983-1995 | Jacques Mougnaud    | PS     |
| 1995-2008 | Jean-Claude Pinault | PCF    |
| 2008-     | Yveline Lopes       |        |

## Agermanaments
- Ruente